# Portaro

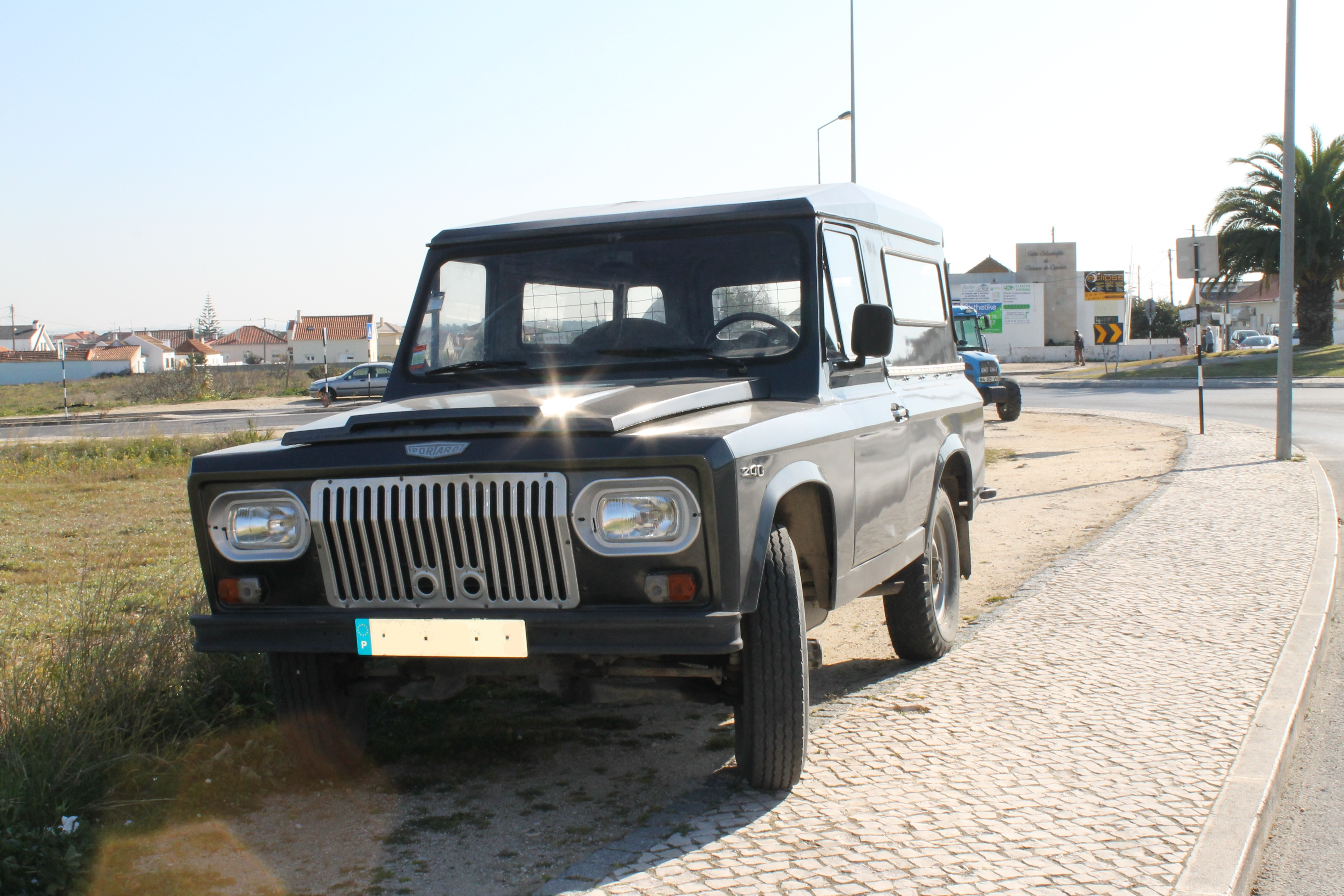
Portaro 240

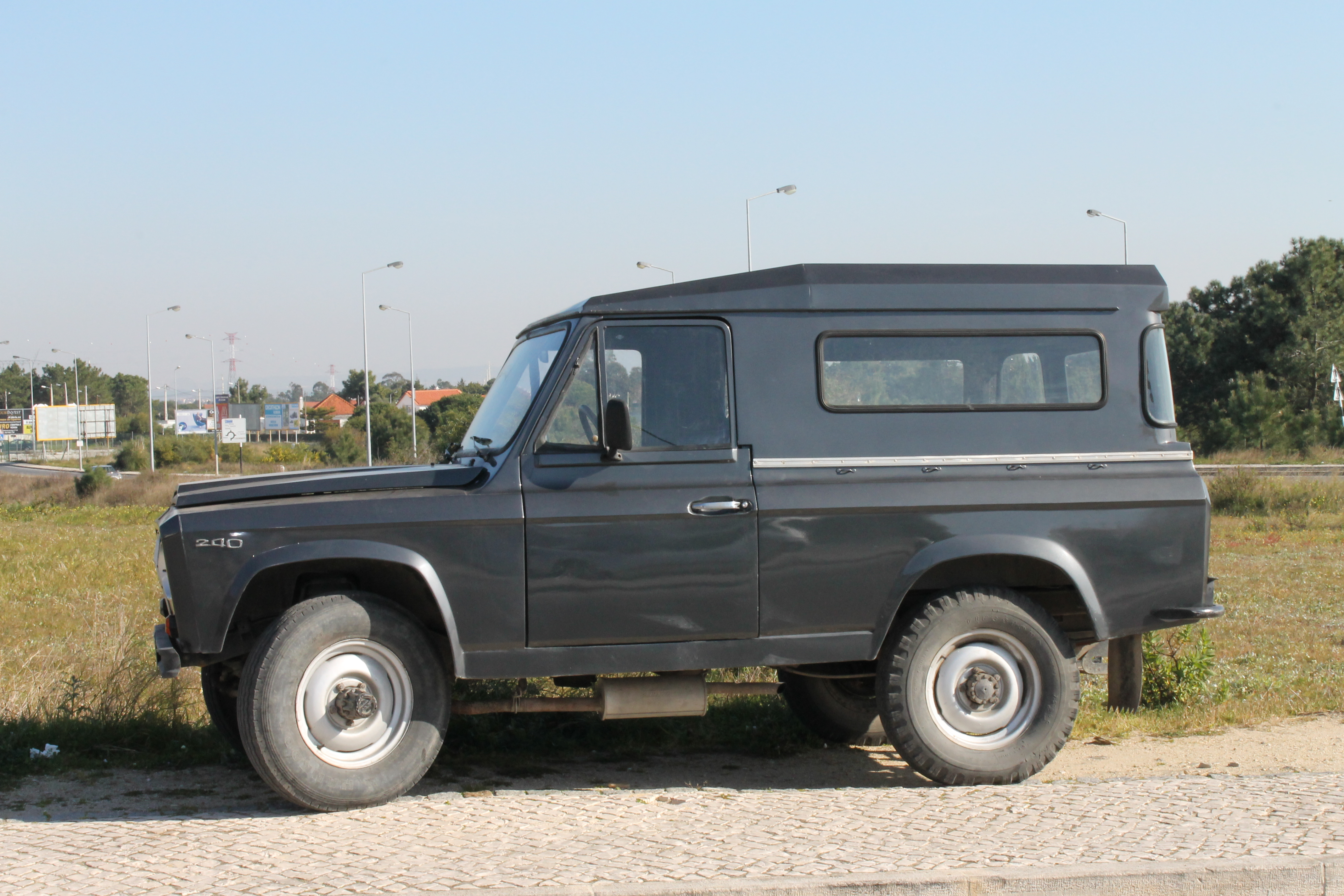
Portaro 240

Portaro war eine portugiesische Automarke.

## Unternehmensgeschichte
Das Unternehmen Sociedade Electromecânica de Automóveis aus Lissabon begann 1974 mit der Produktion von Geländewagen nach Lizenz des rumänischen Automobilherstellers ARO. Der Markenname ist aus Portugal und ARO zusammengesetzt. Der Export in andere Länder erfolgte ab 1978. 1998 endete die Produktion. Jährlich entstanden etwa 700 Fahrzeuge. Sie wurden in der Fábrica de Máquinas Agrícolas do Tramagal in Tramagal produziert. Zudem sollen Fahrzeuge dieser Marke bei Francisco Batista Russo & Irmão hergestellt worden sein.

## Modelle
Zunächst gab es die Modelle 240 mit einem Vierzylindermotor von Renault mit 1300 cm³ Hubraum und 250 D mit einem Vierzylinder-Dieselmotor von Daihatsu mit 2530 cm³ Hubraum, beide wahlweise mit Zweirad- oder Allradantrieb. 1983 folgte der 260 Celta Turbo in mehreren Karosserievarianten und wahlweise mit Benzin- oder Dieselmotor. 1985 erschienen der 230 PV mit einem Vierzylindermotor mit 1207 cm³ Hubraum und 69 PS Leistung sowie der 230 DCM mit einem Motor von Volvo.